# Victor Weisskopf
Victor Frederick Weisskopf (Viena, 19 de septiembre de 1908-Newton, 22 de abril de 2002) fue un físico austríaco-estadounidense.

## Biografía
Durante la Segunda Guerra Mundial trabajó en Los Álamos en el Proyecto Manhattan para desarrollar la bomba atómica, y después hizo campaña contra la proliferación de armas nucleares. Weisskopf fue cofundador y miembro de la Unión de Científicos Preocupados. Sirvió como director general del CERN en 1961-1966.
Se casó con Ellen Tvede y trabajó con Felix Villars.

La existencia humana se basa en dos pilares: Compasión y conocimiento. Compasión sin conocimiento es inefectivo; conocimiento sin compasión es inhumano.

## Reconocimientos
- 1956: Medalla Max Planck
- 1972: Premio Mundial Cino Del Duca
- 1976: Medalla Oersted
- 1978: Pour le Mérite de las Artes y las Ciencias
- 1980: Medalla Nacional de Ciencia
- 1981: Premio Wolf
- 1982: Decoración de Austria para la Ciencia y el Arte
- 1984: Medalla Albert Einstein
- 1990: Premio Ludwig Wittgenstein (Austrian Science Foundation)
- 1991: Medalla de Bienestar Público (Academia Nacional de Ciencias de Estados Unidos)
- 2000: Decoración por Servicios a la República de Austria[1]